# رابرت میلگان
رابرت میلگان (انگلیسی: Robert Milligan; ۱۹ اوت ۱۷۴۶ – ۲۱ مهٔ ۱۸۰۹) بازرگان اهل پادشاهی بریتانیای کبیر بود.
میلگان پس از بزرگ شدن در مزارع خانوادگی ثروتمند خود در جامائیکا، در سال ۱۷۷۹ جامائیکا را ترک کرد تا خود را در لندن مستقر کند ، برای مدت زمانی در هاپستد ساکن شد. در سال ۱۸۰۹، سال درگذشت او، میلگان صاحب ۵۲۶ برده بود که در مزارع قند وی به نام‌های کلیته و مامی گالی کار می‌کردند.